# Polnische Eishockeyliga 1946/47
Die Saison 1946/47 war die zwölfte Austragung der polnischen Eishockeymeisterschaft. Meister wurde zum insgesamt dritten Mal in der Vereinsgeschichte KS Cracovia.

## Modus
Die vier besten Mannschaften Polens qualifizierten sich für das Finalturnier. Der Erstplatzierte des Finalturniers wurde Meister. Für einen Sieg erhielt jede Mannschaft zwei Punkte, bei einem Unentschieden gab es einen Punkt und bei einer Niederlage null Punkte.

## Halbfinale
- KS Pomorzanin Toruń – Lech Posen 2:2/0:1

## Finalturnier
|    | Klub         | Sp | Tore | Punkte |
| -- | ------------ | -- | ---- | ------ |
| 1. | Wisła Krakau | 3  | 13:5 | 5      |
| 2. | KS Cracovia  | 3  | 12:5 | 5      |
| 3. | ŁKS Łódź     | 3  | 4:7  | 4      |
| 4. | Lech Posen   | 3  | 3:15 | 2      |

Sp = Spiele, S = Siege, U = unentschieden, N = Niederlagen, OTS = Overtime-Siege, OTN = Overtime-Niederlage, SOS = Penalty-Siege, SON = Penalty-Niederlage

### Entscheidungsspiel um den Meistertitel
- KS Cracovia – Wisła Krakau 4:3